# 7923 Чиба
7923 Чиба (7923 Chyba) — астероїд головного поясу, відкритий 28 листопада 1983 року.
Тіссеранів параметр щодо Юпітера — 3,283.